# Umbonium
Umbonium is een geslacht van weekdieren uit de klasse van de Gastropoda (slakken).

## Soorten
- Umbonium costatum (Kiener, 1838)
- Umbonium elegans (Kiener, 1838)
- Umbonium eloiseae Dance, Moolenbeek & Dekker, 1992
- Umbonium giganteum (Lesson, 1831)
- Umbonium moniliferum (Lamarck, 1822)
- Umbonium sagittatum (Hinds, 1845)
- Umbonium suturale (Lamarck, 1822)
- Umbonium thomasi (Crosse, 1863)
- Umbonium vestiarium (Linnaeus, 1758)

### Synoniemen
- Umbonium (Ethalia) H. Adams & A. Adams, 1854 => Ethalia H. Adams & A. Adams, 1854
  - Umbonium (Ethalia) striolatum A. Adams, 1855 => Ethalia striolata (A. Adams, 1855)
- Umbonium (Suchium) Makiyama, 1925 => Umbonium Link, 1807
- Umbonium adamsi Dunker, 1877 => Umbonium thomasi (Crosse, 1863)
- Umbonium bairdii Dall, 1889 => Bathymophila bairdii (Dall, 1889)
- Umbonium striolatum A. Adams, 1855 => Ethalia striolata (A. Adams, 1855)
- Umbonium superbum (Gould, 1861) => Umbonium costatum (Kiener, 1838)
- Umbonium zelandicum A. Adams, 1854 => Zethalia zelandica (Hombron & Jacquinot, 1848)